# I miei baci non puoi scordare/Lontani dal resto del mondo
I miei baci non puoi scordare/Lontani dal resto del mondo è un singolo pubblicato da Mimì Berté nel 1963.

## Il disco
Si tratta del primo disco di Mia Martini, quando ancora non ha adottato lo pseudonimo, inciso a seguito del provino effettuato con Carlo Alberto Rossi. I miei baci non puoi scordare è la cover di You Can Never Stop Me Loving You, incisa da Kenny Lynch a maggio 1963, mentre Lontani dal resto del mondo è la cover di I Want To Stay Here, incisa dal duo Steve and Eydie nel giugno dello stesso anno. Quest'ultimo brano venne inciso l'anno successivo da Vito Tommaso.

## Tracce
LATO A
1. I miei baci non puoi scordare – 2:40 (testo: Luigia Inelda Binacchi – musica: Ian Samwell e Jean Slater; edizioni musicali C.A. Rossi Editore)

LATO B
1. Lontani dal resto del mondo – 2:35 (testo: Antonietta De Simone e Luigia Inelda Binacchi; testo originale: Gerry Goffin – musica: Carole King; edizioni musicali Arianna)